# Bezirk Krosno

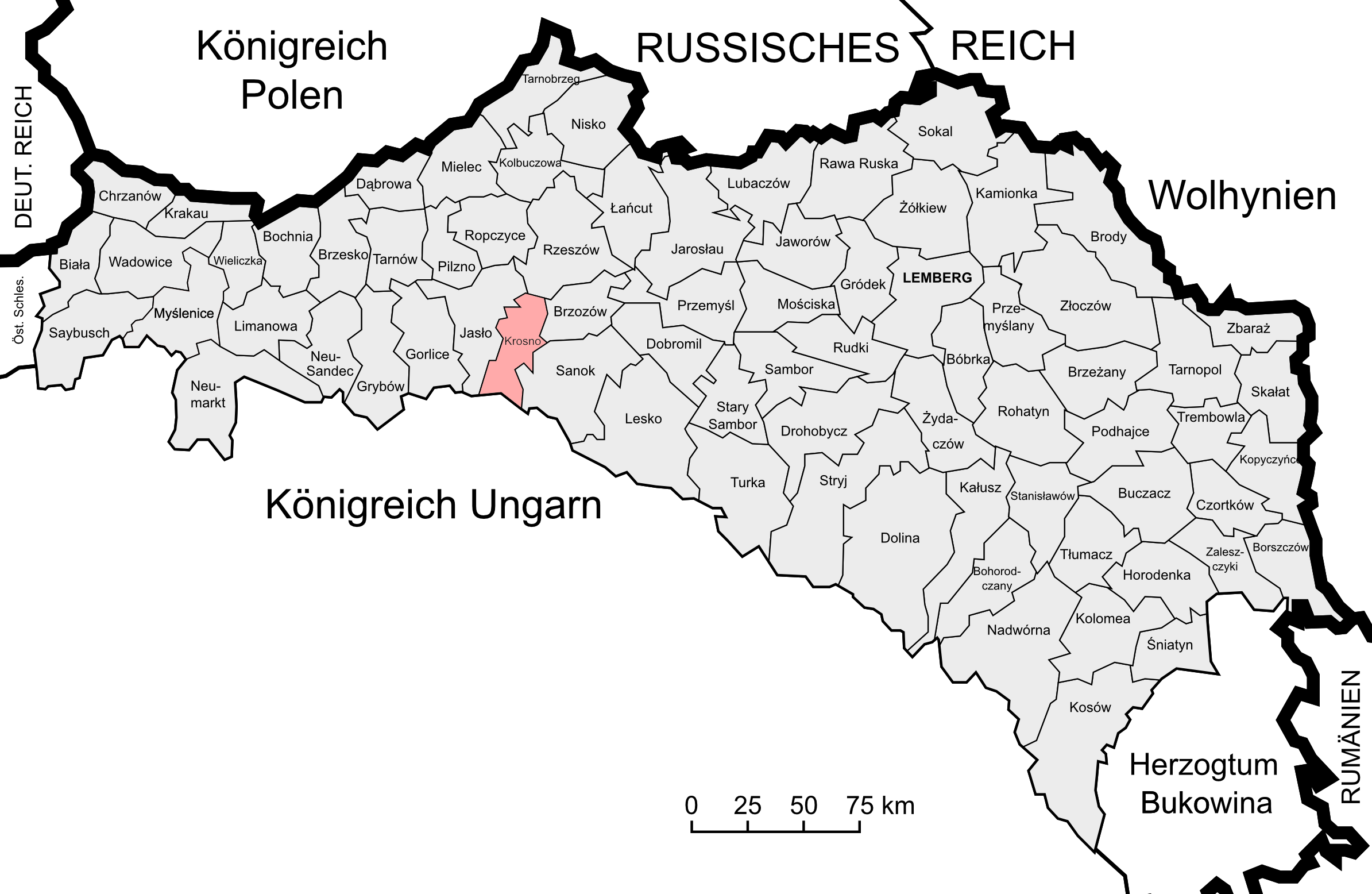
Lage des Bezirks Krosno im Kronland Galizien und Lodomerien

Der Bezirk Krosno war ein politischer Bezirk im Kronland Galizien und Lodomerien. Sein Gebiet umfasste Teile Westgaliziens im heutigen Polen (Powiat Krosno), Sitz der Bezirkshauptmannschaft war die Stadt Krosno. Nach dem Ersten Weltkrieg musste Österreich den gesamten Bezirk an Polen abtreten, hier sind große Teile heute im Powiat Krośnieński zu finden.
Er grenzte im Norden an den Bezirk Strzyżów, im Nordosten an den Bezirk Brzozów, im Südosten an den Bezirk Sanok, im Süden an das Königreich Ungarn sowie im Westen an den Bezirk Jasło.

## Geschichte
Ein Vorläufer des späteren Bezirks (Verwaltungs- und Justizbehörde zugleich) wurde zum Ende des Jahres 1850 geschaffen, die Bezirkshauptmannschaft Krosno war dem Regierungsgebiet Krakau unterstellt und umfasste folgende Gerichtsbezirke:
- Gerichtsbezirk Krosno
- Gerichtsbezirk Brzozow
- Gerichtsbezirk Domaradz

Nach der Kundmachung im Jahre 1854 kam es am 29. September 1855 zur Einrichtung des Bezirksamtes Krosno (weiterhin für Verwaltung und Gerichtsbarkeit zuständig) innerhalb des Kreises Jasło.
Nachdem die Kreisämter Ende Oktober 1865 abgeschafft wurden und deren Kompetenzen auf die Bezirksämter übergingen, schuf man nach dem Österreichisch-Ungarischen Ausgleich 1867 auch die Einteilung des Landes in zwei Verwaltungsgebiete ab. Zudem kam es im Zuge der Trennung der politischen von der judikativen Verwaltung zur Schaffung von getrennten Verwaltungs- und Justizbehörden. Während die gerichtliche Einteilung weitgehend unberührt blieb, fasste man Gemeinden mehrerer Gerichtsbezirke zu Verwaltungsbezirken zusammen.
Der neue politische Bezirk Krosno wurde aus folgenden Bezirken gebildet:
- Bezirk Krosno (mit 27 Gemeinden)
- Bezirk Dukla (mit 29 Gemeinden)
- Teilen des Bezirks Żmigród (mit 21 Gemeinden)
- Teilen des Bezirks Rymanów (Gemeinden Cergowa, Jasionka, Iwonicz, Lubatowa, Lubatówka, Miejsce, Rogi und Równe)
- Teilen des Bezirks Brzozow (Gemeinden Iskrzynia, Kombornia und Wola Komborska)
- Teilen des Bezirks Strzyżów (Gemeinde Bonarówka)
- Teilen des Bezirks Frysztak (Gemeinde Wojkówka)

Der Bezirk Krosno bestand bei der Volkszählung 1910 aus 90 Gemeinden sowie 72 Gutsgebieten und umfasste eine Fläche von 719 km². Hatte die Bevölkerung 1900 noch 81.625 Menschen umfasst, so lebten hier 1910 82.115 Menschen. Auf dem Gebiet lebten dabei mehrheitlich Menschen mit polnischer Umgangssprache (84 %) und römisch-katholischem Glauben, Juden machten rund 8 % der Bevölkerung aus. Ein typisches Schtetl war Dukla.
Die Bevölkerung:
| Jahr | Ein- wohner | Polnisch- sprachige | Ruthenisch- sprachige | Deutsch- sprachige | Römisch-katholisch | Griechisch-katholisch | Juden |
| ---- | ----------- | ------------------- | --------------------- | ------------------ | ------------------ | --------------------- | ----- |
| 1869 | 62248       |                     |                       |                    |                    |                       |       |
| 1880 | 70702       | 82 %                | 16 %                  | 1,5 %              | 76 %               | 17 %                  | 6 %   |
| 1890 | 76832       | 87 %                | 12 %                  | 0,09 %             | 76 %               | 16 %                  | 6,3 % |
| 1900 | 81625       | 83 %                | 16,5 %                | 0,04 %             | 76,4 %             | 16,5 %                | 7,1 % |
| 1910 | 83115       | 84 %                | 15 %                  | —                  | 77 %               | 15 %                  | 7,5 % |

In der Zeit der galizischen Autonomie entwickelte sich die Industrialisierung langsam und gleichzeitig zunehmend litt die zu dieser Zeit weit verbreitete im Bezirk handgearbeitete Weberei, speziell nach der Eröffnung der Galizischen Transversalbahnlinie. Fast alle Leichtindustrie ging danach Pleite, weil es mit Wiener und tschechischen Fabriken nicht konkurrieren konnte. Dagegen entwickelte sich die Gewinnung des Erdöls, zunächst im ältesten polnischen Zentrum der Ölindustrie in Bóbrka (siehe Museum der Öl- und Gasindustrie Bóbrka). Das erste große Ölfieber begann jedoch im Jahr 1888 nach der Erschließung der Ölfelder in Wietrzno und Równe, später auch in Potok (1891) und erreichte seinen Höhepunkt im frühen 20. Jahrhundert. Das Ölrevier erstreckte sich damals zu den Bezirken Jasło und Gorlice. Vor dem Ersten Weltkrieg gab es 59 Industriebetriebe, die 1386 Arbeiter anstellten, obwohl das Revier schon kleiner als das jüngere Ölrevier um Boryslaw war.

## Ortschaften
Auf dem Gebiet des Bezirks bestand 1900 Bezirksgerichte in Dukla und Krosno, diesen waren folgende Orte zugeordnet:
Gerichtsbezirk Dukla (32 Ortsgemeinden):
- Barwinek
- Cergowa
- Ciechania
- Draganowa
- Markt Dukla
- Głojsce
- Huta Polańska
- Hyrowa
- Iwla
- Jasionka
- Kobylany
- Łęki
- Lipowica
- Lubatowa
- Lubatówka
- Mszana
- Myscowa
- Nadole
- Olchowiec
- Polany
- Rogi
- Ropianka
- Równe
- Smereczne
- Sulistrowa
- Teodorówka
- Trzciana
- Tylawa
- Wietrzno
- Wilsznia
- Zboiska
- Zyndranowa

Gerichtsbezirk Krosno (52 Ortsgemeinden):
- Bajdy
- Białobrzegi
- Bóbrka
- Bonarówka
- Borek
- Bratkówka
- Chlebna
- Chorkówka
- Czarnorzeki
- Długie
- Dobieszyn
- Faliszówka
- Głowienka
- Iskrzynia
- Iwonicz
- Jaszczew
- Markt Jedlicze
- Kombornia
- Kopytowa bestehend aus den Ortsteilen Kopytowa und Stanowiska
- Markt Korczyna bestehend aus den Ortsteilen Korczyna und Sporne
- Krasna
- Krościenko Niżne
- Krościenko Wyżne
- Stadt Krosno
- Leśniówka
- Łężany
- Machnówka
- Męcinka
- Miejsce Piastowe
- Moderówka
- Niżna Łąka
- Odrzykoń
- Piotrówka
- Podniebyle
- Polanka
- Poraj
- Potok
- Rzepnik
- Suchodół
- Swierzowa Polska
- Szczepańcowa
- Targowiska bestehend aus den Ortsteilen Targowiska und Widacz
- Toroszówka
- Ustrobna
- Węglówka
- Wojkówka
- Wola Komborska
- Wróblik Królewski
- Wrocanka
- Żarnowiec
- Żeglce
- Zręcin